# 酒船石遺跡
酒船石遺跡（さかふねいしいせき）は、奈良県明日香村岡にある、いくつかの石造物からなる遺跡。
以前から知られている酒船石に加えて、平成12年（2000年）の発掘で発見された亀形石造物と小判形石造物および砂岩石垣・版築などの周辺の遺構を含めて酒船石遺跡と呼ぶようになった。この命名は明日香村教育委員会によるが、研究者には酒船石と亀形石造物との関連性を疑う意見も強く、この名称は適当ではないとの意見も存在する。
この遺跡は、田身嶺（多武峰〈とうのみね〉とは場所・範囲が違い読み方も不明）にあった両槻宮の一部、あるいは両槻宮への入り口施設だとの論議があるが、考古学的には否定されている。

## 酒船石

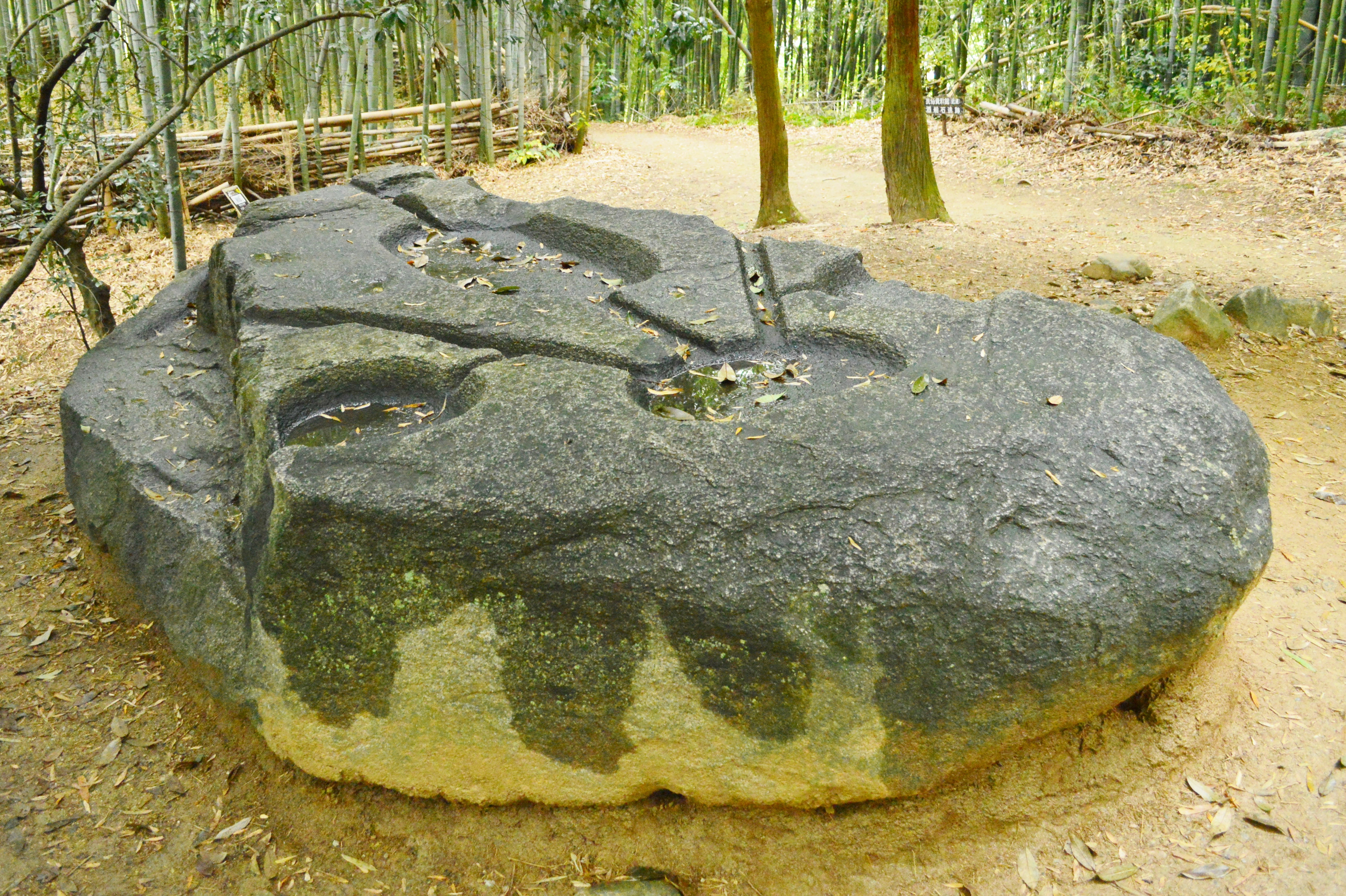
酒船石

小高い丘の上にある花崗岩の石造物。主軸はほぼ東西で、現存の長さ約5.5メートル、幅（南北）約2.3メートル、厚さ約1メートルであるが、北と南の一部が欠けている。上面に皿状のいくつかのくぼみとそれを結ぶ溝が刻まれている。円形・楕円の深さ約10センチメートルで六カ所有る。中央は長楕円形で、長さ1.35メートル、幅70センチメートルである。各くぼみは溝で繋がっており、主軸上を通る溝は幅10センチメートル、深さ3センチメートル、断面はU字形に彫られている。江戸時代から多くの仮説が唱えられ、酒を造る設備、あるいは薬などを造るための設備ともされ、諸説あるが定かではない。1935年（昭和10年）に岡の酒船石から南10メートルほどの箇所で石の樋説もある車石も見つかっていることから庭園の施設とも言われている。また古代の流体素子であったという説もある。
後世江戸時代に高取城を築城するため石垣用の石材として利用しようとしたと思われる石割用の石鑿の跡が見られ、上面の造形が欠損している。
1927年（昭和2年）4月8日、国の史跡に指定された。

## 亀形石造物・小判形石造物と祭祀場

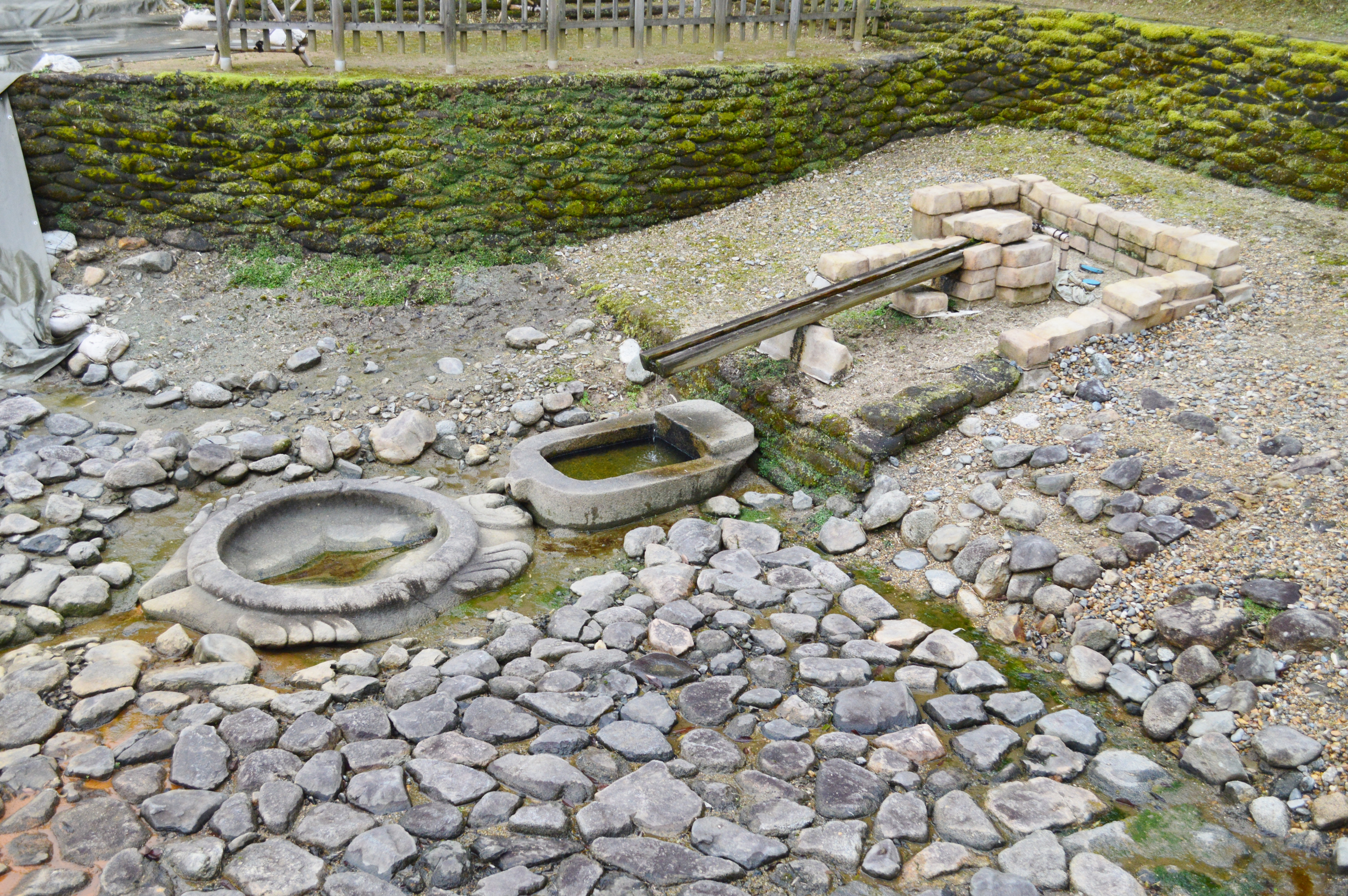
亀形石造物・小判形石造物・湧水設備

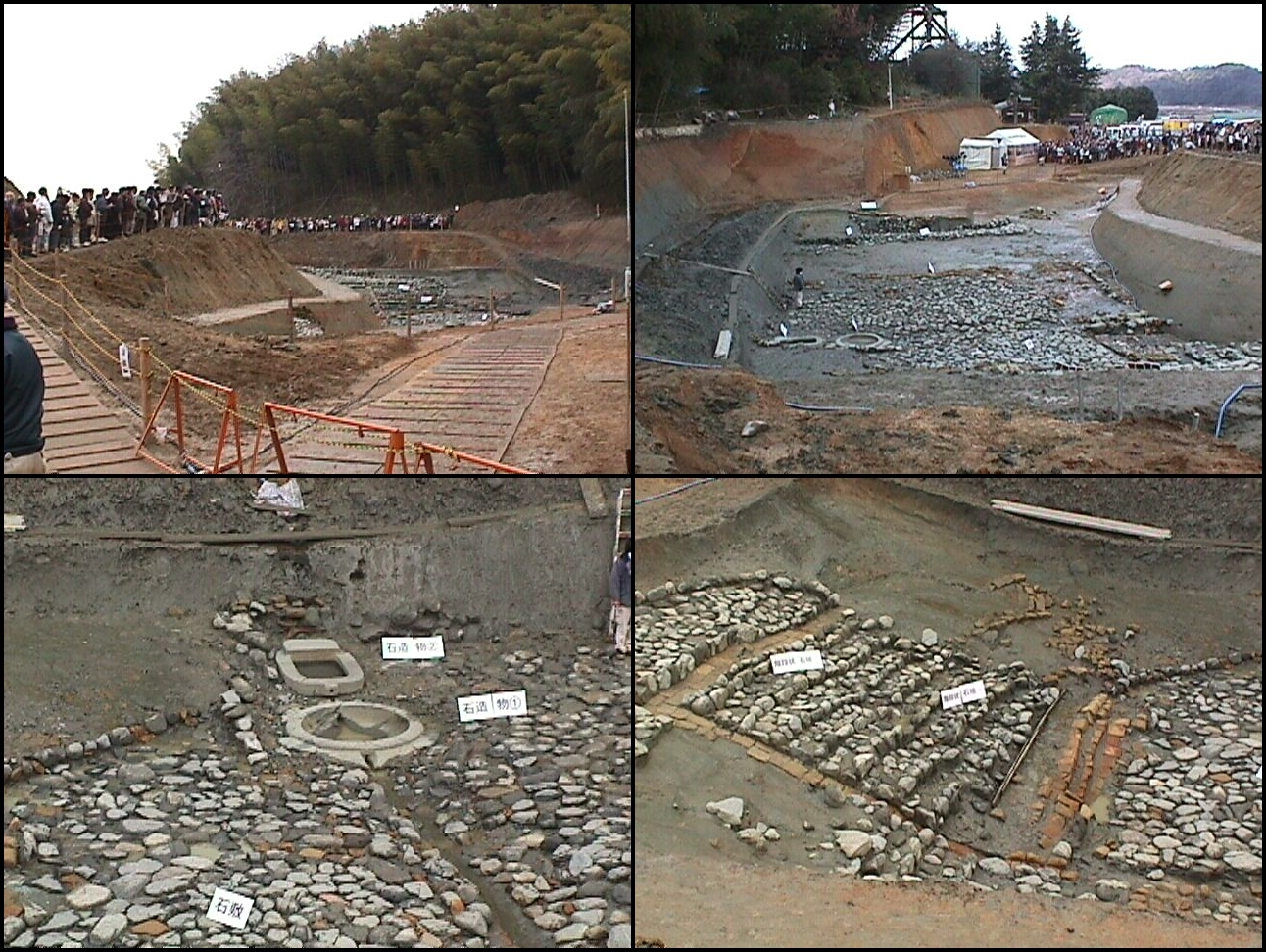
酒船石遺跡の一般見学会の様子、2000年2月27日

平成4年（1992年）に酒船石の北の斜面で石垣が発見され、『日本書紀』の斉明天皇の時代に記述される工事に該当する遺跡と推測されている。記述中の、田身の山に観を起て「両槻宮」と号し「宮の東の山に石を累ねて垣とす。」に関係した遺跡とされている。
その後平成12年（2000年）に大規模な発掘が行われ、砂岩でできた湧水設備とそれに続く形で小判形石造物と亀形石造物が発見された。これら2つは水槽になっており湧水設備からの水を溜めたと推定される。湧水設備は、中央に砂岩の切石を11段内部に空間のある□形に積み上げた取水塔があり、最上段の北側には凹形の取水口があり、その周囲を砂岩石垣で取り囲んでいる。底部を砂岩と粘土で密閉し、取水塔内を水が上がり取水口から水が出る巧みな形式である。湧水施設は1期は5段、2期には10段の高さに積み増している。これで、亀形石槽・船形石槽も現在の高さ・位置に据え直されている。石敷は約12m四方で、周囲は西南を高い尾根に囲まれ、その斜面は赤みのある砂岩石垣で覆われていた。石敷上からの視覚は真上の空だけで、狭く大きな宴が行われる広さではなく、この場所は極めて閉鎖的で人工的な空間である。
亀形石造物は花崗岩で作られており全長約2.4m、幅約2mで頭や尻尾、足が造形されている。甲羅部分が直径1.25m、深さ20cmでくりぬかれ鉢状になっている。頭の部分の穴から水が流れ込み尻尾の穴から流れ出したと見られる。尻尾に栓をすることで水を溜めることもできる。小判形石造物は長さ1.65m、幅1mで深さ20cmで同じく水が貯められるようになっており、排水口は亀の頭に繋がっている。研究者は古代に亀とスッポンを区別して造形する理由はなく、用語でも「亀鼈」や、江戸時代寛永年間でもスッポンを「真亀」と書くなど、亀類としてまとめて呼んでいた。スッポンを日中とも神聖視することは無く、道教の影響を受けた天寿国繡帳の4文字を背に持つ亀と類似することや、どのように亀を表現するのは図像的に決まっていたと亀とする。それに対し、形から言うのではなく亀は何かを背負う形で表現され、何も背負わないのでスッポンだとする説がある。だが、周囲の山を神仙山として背負っているとの想定で、やはり亀だとの見解もある。一般的には足や甲羅の形状などから、亀ではなくスッポンを模したものとの見方もされた。
斉明期に最初に造られその後、天武・持統朝まで継続的に使用され、平安時代まで約250年間使用された形跡があり、何らかの天皇祭祀が行われた遺構と推定される。斉明天皇の両槻宮（ふたつきのみや）の関連施設ではとの説もある。それに対し、砂岩石垣は倒壊後に、抜き取り転用があり、積極的に修復した痕跡がなく、修復は西斜面の一部のみに限定され、この遺跡は「両槻宮」への持統10年の行幸記録や文武2年の修繕記録とは合わないと否定説がある。文献からも、『日本書紀』斉明紀の「宮の東の山に石を累ねて垣とす」の記事と「両槻宮」を同じ場所とみるか、違う場所かで意見が分かれ、現段階における考古学的な成果からは、別の場所とみるべきである。酒船石が南側そばに位置し、つなぐ階段状の通路跡も存在するが、儀式などの両者の関連も、有無の両論があり明らかではない。
皇極天皇元年（642年）8月に、天皇自身が川の上流で跪き四拝して雨ごいをしていて、神意への感応力を持っていた。斉明天皇に重祚してからこの酒船石遺跡造成の時期は百済支援の前で、この決定の可否を自ら神意に祈り聞いたとの説がある。なお、この部分は発掘後、大規模な一般見学会が行われた。現在見学は文化財保存協力金という名目で有料となっている。酒船石は従来通り自由に見ることができる。

## 石の山丘と砂岩石垣
酒船石の乗る丘陵全域は自然のままではなく、版築と石上豊田山の砂岩の切石で改造した人工的な丘であり延長700メートルまで確認されている。亀型石のある祭祀場とみられる北方遺跡から見える部分は磨いた加工がなされ、赤みがかった砂岩に囲まれた視覚を意識したものとなっている。丘陵の西斜面で砂岩石垣よりも標高の低い箇所で、3列に渡り施工された石英閃緑岩の列石を発見し、一部に倒壊・修復跡があり、『日本書紀』の斉明2年の「船に石を載せて運び、積んで石の山丘を作ったが、積むたびに自ら崩れた」との倒壊、修復の記事と合うことがわかり天武13年白鳳南海地震による倒壊が考えられる。

## 出水酒船石

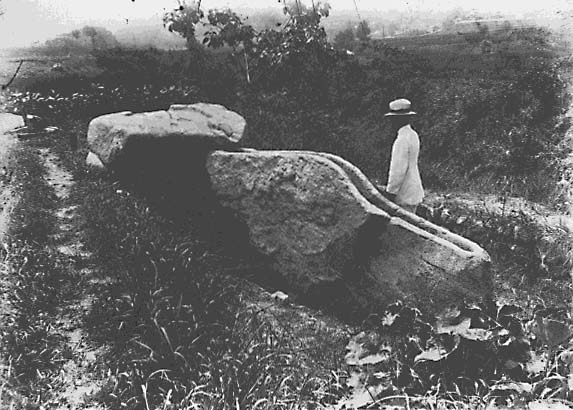
出水酒船石

酒船石遺跡には含まれないが、大正5年5月21日約400m離れた飛鳥川畔の出水字ケチンダの水田で2個の石造物が見つかっており、これも水を流したような溝などがあり同じく酒船石と名付けられている。区別するためこちらを出水の酒船石、もう一方を岡の酒船石と呼ぶことがある。現物は文化財保護法以前の出土物で個人所有となり、京都の野村碧雲荘庭園に移動されて一般公開されておらず見ることはできないが、レプリカが奈良文化財研究所飛鳥資料館にある。

## 登場する作品
里見八犬伝 (1983年の映画) 酒船石のレプリカが儀式で使われるシーンがある。

## 周辺施設
- 奈良県立万葉文化館
- 明日香民俗資料館

## アクセス
近鉄橿原神宮前駅より東方約3km